# マーケティング・オペレーション・マネジメント
マーケティング・オペレーション・マネジメント（英: Marketing operations management, MOM）とは、マーケティングにかかる作業インプットをマーケティングコンテンツというアウトプットに変化させる制御（マネジメント）手法のこと。マーケティング投資回収率(ROMI)を向上させるための合理的で適切なオペレーション手段として位置付けられる。特に営業とマーケティングなど、互いに独立した複数の部門間でオペレーションを共有する必要がある場合に、有効な手段とされる。やり方としてはまず、実現したい理想的な作業フローを設定し、それを目標とした作業制御（マネジメント）を行う。実現した場合それ自身は通常の業務フローとなる。複数の作業工程を制御（マネジメント）することによって、マーケティング予算ならびに作業工程を最適化する。マーケティング施策にかかる上流工程から下流工程までのコンテンツ管理に関し、適切なセールス&マーケティング予算の策定から企画・実行・分析までを一貫して行うものである。一貫したコンセプトに則り予め用意されたフレームワーク上で行われるため、マーケティング作業のマネジメントとして「マーケティング・オペレーション・マネジメント」または単に（マーケティング資産を有効にするための）「作業マネジメント」と名付けられている。

## 作業マネジメントの対象領域
セールス&マーケティング予算を策定するための適切なマーケティング利益の算出と、個別のマーケティング施策の企画・実行・分析までを行う企画・制作・改善作業の2つの作業のマネジメントに大別される。

### マーケティング利益のマネジメント
マーケティング戦略が売上に寄与した額（マーケティング売上）からマーケティングコストの全総和を差し引いたのがマーケティング利益である。したがって、マーケティング・オペレーション・マネジメントは管理会計即ち、複数年度に亘ってマーケティング投資回収率(ROMI)を計測することによって制御（マネジメント）される。
マーケティング売上の算出作業
ある事業年度においてある商品・サービスの売上をセールス＆マーケティングの観点から営業部門の寄与割合と残りの割合に任意に分解する。残りの割合を管理会計上マーケティング売上と定義する。これ以上の議論は論理的に無意味である。
マーケティング費用の算出作業
マーケティング投資回収率の考え方では、販売対象の商品・サービスに対してまず５年など複数年次に亘ったマーケティング投資額をあらかじめ策定しておく（中期経営計画）。そして各事業年度において費用額を確定させていく（費用実額の確定）。ここで算出される差異を分析・対応策を行う行為がマーケティング投資回収率の基本的な考え方である。
マーケティング費用で最も大きいのが人件費である。正確に言えば人件費のうち、当該商品・サービスのマーケティング活動に費やした時間単価である。管理会計上これをどのように算出するかについては、ABC(Activity Based Costing)という手法がもっとも現実的である。人件費以外の費用としては、マーケティングオートメーションやSFAその他セールス&マーケティングに関連する費用がある。なお、TVCM制作費やWebデザイン費、記事執筆などの外注費もマーケティング費用に含まれる。
差異の改善（マーケティング投資回収率(ROMI)向上の手段としてのマーケティング・オペレーション・マネジメント）
以上のように、マーケティング・オペレーション・マネジメントは、マーケティング投資回収率によるマネジメントの行為の一環として行われるマネジメントが必要な一連の行動である。これらの行為は、単年度ではなく複数会計年度にわたるマネジメントであるため企業にとってはコーポレート・ファイナンスの一部とみなされる。

### 個別施策にかかるオペレーションマネジメント
マーケティングの個別施策は予め社内で定義された「マーケティングステージの各項目を次のステージへ遷移させる手段である。セールスの場合（案件を次に進めるための）アプローチともいうが、このマーケティングアプローチの効果を上げるためのあらゆる作業が、個別施策のオペレーションである。

## プロセス
プロセスはソフトウェアツール、すなわちマーケティング・リソース・マネジメントシステム内で構築される。この作業マネジメントの目的は、マーケティング投資回収率(ROMI) を重要業績評価指標として観測されるマーケティング効果を改善させるために実行されている。
なお、マーケティング戦略が売上に寄与した額の算出、マーケティングコストの全総和の算出の両方が無ければマーケティング利益の計算ができない。このため、先ずはこの値の算出に向けた取り組みが重要である。
マーケティングオートメーションソフトウェアをはじめとするすべてのマーケティングシステムの導入目的は活用可能なレベルのデータの取得である。しかしながらこれら取得すべき十分な量のデータは顧客の能動的な行動によって観測・収集されるため、顧客が能動的に多くのデータを残すよう、分析に必要なデータ取得を行える程度に有効なマーケティング資産を保持していなければならない。マーケティング資産を有効化させる手段を企業が持っていない場合、十分な量の分析データを取得することができない。このマネジメント手法が必要とされている背景には以上の点がある。
従ってマーケティングオートメーションソフトウェアや、その他マーケティングのためのリソース管理ツールなどのソフトウェアはこの作業マネジメントの一環として選定される。